# Щукина, Дарья Ивановна
Да́рья Ива́новна Щу́кина (род. 1 сентября 1979, Челябинск) — российская кёрлингистка на колясках, участница сборной России на зимних Паралимпийских играх 2018, чемпионка мира 2020. Заслуженный мастер спорта России.

## Достижения
- Чемпионат мира по кёрлингу на колясках: золото (2020), серебро (2017), бронза (2021).
- Чемпионат России по кёрлингу на колясках: серебро (2021, 2022), бронза (2018).
- Кубок России по кёрлингу на колясках: золото (2021), бронза (2023).

## Команды
| Сезон                                   | Четвёртый           | Третий              | Второй             | Первый       | Запасной          | Тренер                             | Турниры                                   |
| --------------------------------------- | ------------------- | ------------------- | ------------------ | ------------ | ----------------- | ---------------------------------- | ----------------------------------------- |
| 2016—17                                 | Андрей Смирнов      | Константин Курохтин | Александр Шевченко | Дарья Щукина | Марат Романов     | Антон Батугин                      | ЧМК 2017                                  |
| 2017—18                                 | Константин Курохтин | Марат Романов       | Александр Шевченко | Дарья Щукина | Андрей Мещеряков  | Антон Батугин                      | ЗПИ 2018 (5 место)                        |
| 2017—18                                 | Алексей Фатуев      | Марат Романов       | Сергей Овсянников  | Дарья Щукина | Ольга Беляк       |                                    | ЧРК 2018                                  |
| 2018—19                                 | Андрей Смирнов      | Марат Романов       | Александр Шевченко | Дарья Щукина | Андрей Мещеряков  | Антон Батугин, Маргарита Нестерова | ЧМК 2019 (7 место)                        |
| 2018—19                                 | Алексей Фатуев      | Марат Романов       | Сергей Овсянников  | Дарья Щукина | Ольга Беляк       | Марина Согрина, А.В. Житняк        | ЧРК 2019 (5 место)                        |
| 2019—20                                 | Алексей Фатуев      | Марат Романов       | Сергей Овсянников  | Ольга Беляк  | Дарья Щукина      |                                    | ЧРК 2020 (4 место)                        |
| 2019—20                                 | Константин Курохтин | Андрей Мещеряков    | Виталий Данилов    | Дарья Щукина | Анна Карпушина    | Антон Батугин, Сергей Шамов        | ЧМК 2020                                  |
| 2020—21                                 | Алексей Фатуев      | Дарья Щукина        | Сергей Овсянников  | Ольга Беляк  | Николай Коротков  | А.В. Житняк                        | ЧРК 2021                                  |
| 2020—21                                 | Константин Курохтин | Андрей Мещеряков    | Виталий Данилов    | Дарья Щукина | Ольга Беляк       | Антон Батугин, Сергей Шамов        | ЧМК 2021                                  |
| 2021—22                                 | Алексей Фатуев      | Николай Коротков    | Дарья Щукина       | Ольга Беляк  | Сергей Овсянников | А.В. Житняк                        | КРК 2021 · ЧРК 2022                       |
| 2022—23                                 | Алексей Фатуев      | Николай Коротков    | Сергей Овсянников  | Дарья Щукина | Ольга Беляк       | А.В. Житняк                        | ЧРК 2023 (5 место)                        |
| 2023—24                                 | Дарья Щукина        | Николай Коротков    | Алексей Фатуев     | Ольга Беляк  | Сергей Овсянников | А.В. Житняк                        | КРК 2023 {{3}                             |
| 2024—25                                 | Алексей Фатуев      | Дарья Щукина        | Сергей Овсянников  | Ольга Беляк  | Николай Коротков  | А.В. Житняк                        | КРК 2023 (7 место)                        |
| Кёрлинг на колясках среди смешанных пар |                     |                     |                    |              |                   |                                    |                                           |
| 2023—24                                 | Дарья Щукина        | Алексей Фатуев      |                    |              |                   | А.В. Житняк                        | КРКСП 2023 (5 место)                      |
| 2024—25                                 | Дарья Щукина        | Алексей Фатуев      |                    |              |                   | А.В. Житняк                        | КРКСП 2024 (7 место) ЧРКСП 2025 (6 место) |

(скипы выделены полужирным шрифтом)